# Detective Conan: The Fourteenth Target
Detective Conan: The Fourteenth Target (jap. 名探偵コナン 14番目の標的 Meitantei Konan: 14-banme no tāgetto) – japoński film anime wyprodukowany w 1998 roku, drugi film z serii Detektyw Conan.
Film miał swoją premierę 18 kwietnia 1998 roku w Japonii przynosząc łączny dochód 1,05 mld ¥. W pierwszym tygodniu zarobił 46 771 000 jen.

## Fabuła
Na początku filmu Ran śni się koszmar, w którym ginie jej matka, ale przypomina sobie, co się naprawdę stało 10 lat temu z udziałem jej matki, ojca i jej samej. Tymczasem różni ludzie zostają ranieni przez nieznanego sprawcę. Conan zdaje sobie sprawę, że ci ludzie są w jakiś sposób związani z detektywem Mōri. Odkrywa też, że przestępca działa według dopracowanego planu, a ofiarami są osoby, które mają w swoim imieniu cyfrę lub słowo związane z kartami do gry. Niedługo później inspektor Megure dochodzi do wniosku, że za ataki odpowiada Jō Murakami. Sądzi, że Murakami mści się na Kogorō, ponieważ dziesięć lat temu aresztował on Murakamiego. Jednak gdy wypadki stają się morderstwem, a odkrycie, kim będzie następna ofiara staje się wyścigiem z czasem, Conan szybko odkrywa, że prawdą jest zupełnie coś innego.

## Obsada
- Minami Takayama – Conan Edogawa
- Kappei Yamaguchi – Shinichi Kudō
- Wakana Yamazaki – Ran Mōri
- Akira Kamiya – Kogorō Mōri
- Ken’ichi Ogata – dr Hiroshi Agasa
- Chafūrin – inspektor Jūzō Megure
- Kaneto Shiozawa – inspektor Ninzaburō Shiratori
- Yukiko Iwai – Ayumi Yoshida
- Wataru Takagi – Genta Kojima
- Ikue Ōtani – Mitsuhiko Tsuburaya
- Naoko Matsui – Sonoko Suzuki
- Eiichirō Suzuki – Jō Murakami
- Gara Takashima – Eri Kisaki
- Andy Holyfield – Peter Ford
- Hirokata Suzuoki – Minoru Nishina
- Asako Dodo – Midori Kuriyama
- Maya Okamoto – Nana Osanai
- Miyuki Ichijō – Towako Okano
- Ryūsei Nakao – Kōhei Sawaki
- Takashi Taniguchi – Hiroki Tsuji
- Ryūsei Nakao – Eimei Shishido

## Muzyka
Piosenka przewodnia
- „Shōjo no Koro ni Madotta Mitai ni” (jap. 少女の頃に戻ったみたいに)
  - Słowa: Izumi Sakai
  - Muzyka: Aika Ōno
  - Aranżacja: Daisuke Ikeda
  - Wykonanie: ZARD